# Magny-la-Ville
Magny-la-Ville é uma comuna francesa na região administrativa da Borgonha-Franco-Condado, no departamento de Côte-d'Or. Estende-se por uma área de 3,69 km². Em 2010 a comuna tinha 79 habitantes (densidade: 21,4 hab./km²).